# François Rancillac
Pour les articles homonymes, voir Rancillac.
François Rancillac, né en 1963, est un metteur en scène de théâtre français.
En 1983, avec Danielle Chinsky, il fonde la compagnie le Théâtre du Binôme.
De 1991 à 1994, il est directeur artistique du Théâtre du Peuple de Bussang et artiste associé au Théâtre de Rungis de 1992 à 1994, à l'ACB la scène Nationale de Bar-le-Duc de 1996 à 1999, au Théâtre du Campagnol CDN d'Arcueil.
De 2002 à 2009, il est codirecteur de la Comédie de Saint-Étienne avec Jean-Claude Berutti. Il devient en 2004 président de l'assocation du Théâtre du Peuple de Bussang. Il dirige le Théâtre de l'Aquarium à La Cartoucherie de Vincennes de 2009 à 2018,. Il travaille depuis 2019 dans le cadre de sa nouvelle compagnie "Théâtre sur paroles".

## Comédien
- 1983 : Toutes à tuer d'après Patricia Highsmith, mise en scène : Eva Barbuscia, Centre de recherche Artistique de Lascours, Espace Gaîté Paris
- 1991 : Gaspacho, un chien mort d'Olivier Py, mise en scène de l'auteur, Festival du Jeune Théâtre d'Alès

## Metteur en scène
- 1980 : Prélude pour un deux trois et plus de François Rancillac, Théâtre de Châtillon
- 1984 : In vitro de Danielle Chinsky et François Rancillac, Maison de la Culture de Rennes, Centre culturel de Colombes
- 1985 : Britannicus de Racine, Théâtre de Vanves, Théâtre de la Bastille, tournée
- 1986 : Les machines à sons du Professeur Ferdinand Splatch de Serge de Laubier et Francis Faber, spectacle électro-acoustique pour enfants, création au CAC d'Orléans tournée.
- 1987 : Le Fils de Christian Rullier, 1re Création,La Cigale, Prix du Printemps du Théâtre à Paris
- 1988 : Le Nouveau Menoza de Jakob Michael Reinhold Lenz, Festival d'Alès ; Festival d'Avignon ; Théâtre Paris-Plaine ; tournée[4]
- 1989 : Le bleu chartrain de Noëlle Renaude (in "Divertissements touristiques") ; 1re création à la Ménagerie de verre, dans le cadre de la Revue Eclair n° 5 (Paris).
- 1990
  - Polyeucte de Corneille, Théâtre de Gennevilliers
  - Retour à la citadelle de Jean-Luc Lagarce, 1re Création, Bar-le-Duc, Théâtre de Rungis, Comédie de Reims, tournée
- 1991 : 
  - Le Scalpel du diable de Jean-François Caron, mise en espace Théâtre de la Colline
  - Ondine de Jean Giraudoux, Théâtre du Peuple de Bussang
  - Les Prétendants de Jean-Luc Lagarce,1re création avec la troupe amateur de Théâtre en Actes
- 1992 : 
  - Aux hommes de bonne volonté de Jean-François Caron, mise en espace Montréal
  - La Nuit au cirque d'Olivier Py, 1re Création au Théâtre du Peuple de Bussang, Théâtre de Rungis, ACB/Scène nationale de Bar-le-Duc
  - Amphitryon de Molière, Théâtre du Peuple de Bussang, Théâtre de Rungis
- 1993 : 
  - Affabulazione de Pier Paolo Pasolini, mise en espace Théâtre Gérard Philipe
  - Ondine de Jean Giraudoux, Comédie de Picardie, Théâtre de l'Athénée, tournée
- 1994 : L'Aiglon d'Edmond Rostand, Théâtre du Peuple de Bussang[5]
- 1995 : 
  - Don Juan nouvelle de Ernst Theodor Amadeus Hoffmann, lecture par Nada Strancar Théâtre de l'Athénée
  - Saganash de Jean-François Caron, création à Montréal, Théâtre d'Aujourd'hui[6] ; reprise au théâtre de Châtillon
- 1996 : 
  - Nous, les Héros de Jean-Luc Lagarce, mise en espace ACB Bar-le-Duc
  - Le Miracle de György Schwajda, mise en espace ACB Bar-le-Duc
  - Les Sargasses de Babylone concert-spectacle d'Espace Musical musiques électro-acoustiques de Serge de Laubier et Rémi Dury, texte et mise en scène François Rancillac, Festival International de Bourges, Fondation Deutsch de la Meurthe Paris, tournée
  - Contes de l'Orient ancien par Frédéric Révérend, conteur au Temple de l'Oratoire, mise en espace, Festival Paris quartier d'été
  - Passage des lys de Joseph Danan, mise en espace ACB Bar-le-Duc
- 1997 : 
  - Le Chant de la baleine abandonnée d'Yves Lebeau, mise en espace ACB Bar-le-Duc
  - L'Équateur des cygnes d'Ariane Walter, mise en espace Théâtre de l'Est parisien
  - Goethe Wilhem Meister de Jean-Pol Fargeau, mise en scène avec les élèves de l'ENSATT, Théâtre de la Cité internationale
  - Après la pluie de Sergi Belbel, mise en espace ACB Bar-le-Duc
  - Marais de Marie-Line Laplante, mise en espace ACB Bar-le-Duc et Théâtre de la Cité internationale
  - George Dandin de Molière, ACB Bar-le-Duc, Théâtre de l'Est parisien, tournée
- 1998 : 
  - Le Suicidé de Nikolaï Erdman, mise en scène avec la troupe amateur "Les Compagnons de la Foliole" de Bar-le-Duc
  - Bastien, Bastienne… suite et fin opéra imaginaire de Mozart, Direction musicale Pascale Jeandroz, ACB Bar-le-Duc, tournée
- 1999 : 
  - Pit-Bull de Lionel Spycher, mise en espace ACB Bar-le-Duc
  - Désir de Josep Maria Benet i Jornet, mise en espace ACB Bar-le-Duc
- 2000 : 
  - Nous, les héros de Jean-Luc Lagarce, mise en espace, ACB Bar-le-Duc
  - Cherchez la faute ! d'après "La Divine Origine" de Marie Balmary (version courte), Théâtre d'Épernay, Théâtre du Campagnol
- 2001 : 
  - Le Pays lointain de Jean-Luc Lagarce, 1re création de l'intégrale au Théâtre de la Tempête, Festival d'Avignon[7]
  - La Langue des chiens de Bernard Souviraa, mise en espace, Théâtre de la Cité internationale puis chantier au Panta-Théâtre Caen
  - Le Quêteur de la mort de Gao Xingjian, mise en espace au Studio du Louvre puis au Théâtre du Campagnol
- 2002 : 
  - La Belle porte le voile livret de Dany-Robert Dufour opéra virtuel électro-acoustique de Serge de Laubier, création au Théâtre du Campagnol
  - La Folle de Chaillot de Jean Giraudoux, Théâtre de l'Athénée, Comédie de Saint-Etienne, tournée
- 2003 : 
  - Modeste proposition concernant les enfants des classes pauvres d'après Jonathan Swift, Comédie de Saint-Etienne ; Paris, Théâtre de l'Aquarium ; tournée[8]
  - Cherchez la faute ! d'après La Divine Origine de Marie Balmary, Comédie de Saint-Etienne ; Théâtre Paris-Villette ; tournée
  - Athalia oratorio de Georg Friedrich Haendel, direction Paul McCreesh, création au Théâtre de Bourg-en-Bresse - Académie d'Ambronay
  - Kroum, l'ectoplasme de Hanokh Levin, 1re création en France Comédie de Saint-Etienne ; Prais, Théâtre de la Cité internationale ; Nouveau Théâtre de Montreuil ; tournée
- 2004 : 
  - Chambres à part soli de danseurs et d'acteurs en chambres d'hôtel, co-mise en scène avec Thierry Thieû Niang, création Comédie de Saint-Etienne
  - L'Une jure, l’autre pas d’aprèsLes Dix Paroles de Marc-Alain Ouaknin, création à Saint-Nazaire et Comédie de Saint-Etienne, Comédie de Béthune
  - Projection privée de Rémi de Vos, création pour appartement à Saint-Etienne
- 2005 : 
  - Jean Dasté et après chantier-spectacle avec les élèves de L'École de La Comédie de Saint-Etienne. Recréation en 2007
  - Sept contre Thèbes chantier-spectacle avec les élèves de L'École de La Comédie de Saint-Etienne (travail chorégraphique : Thierry Thieû Niang)
  - Biedermann et les incendiaires de Max Frisch, Comédie de Saint-Etienne[9], tournée
- 2006 : 
  - La Tectonique des nuages opéra-jazz de Laurent Cugny, version-concert à Jazz à Vienne, Théâtre de la Ville de Paris
  - 5 clés courtes pièces de Jean-Paul Wenzel, avec les élèves de l'Ecole de la Comédie de Saint-Etienne
- 2007 : 
  - Les Papillons de nuit de Michel Marc Bouchard, Comédie de Saint-Etienne
  - Music-hall de Jean-Luc Lagarce, Comédie de Saint-Etienne
  - Retour à la citadelle de Jean-Luc Lagarce, re-création à la Comédie de Saint-Etienne, Théâtre des Abbesses
- 2008 : 
  - Colère de José Plyia d’après Amour, Colère et Folie, roman de Marie Vieux-Chauvet - Lecture par Nicole Dogué au TNT de Toulouse, SN du Creusot, Tarmac (Paris).
  - Nous, les héros de Jean-Luc Lagarce, Création en russe au Théâtre Tuz d’Ekaterinburg (Russie)
- 2009 : 
  - Zoom de Gilles Granouillet, commande et 1re création dans le cadre de la Biennale des Odyssées en Yvelines Théâtre de Sartrouville, Théâtre de l'Aquarium, tournée
  - Le Bout de la route de Jean Giono, Comédie de Saint-Etienne, Théâtre de l'Aquarium, TNP de Villeurbanne, tournée[10],[11]
  - Giono sur la route d’après les Entretiens de J. Giono avec J. Amrouche, petite forme itinérante du Théâtre de l'Aquarium (appartements, cafés, classes d’école …)
- 2010 : 
  - Le roi s'amuse de Victor Hugo, Fêtes Nocturnes Château de Grignan, tournée, Théâtre de l'Aquarium, tournée[12]
  - De gré de forces, d’après le Discours de la servitude volontaire d’ÉEtienne de La Boétie, petite forme itinérante du Théâtre de l’Aquarium (appartements, cafés, classes d’école …)
- 2011 : 
  - Lanceurs de graines de Jean Giono, mise en espace pour les Rencontres Jean Giono, Manosque
  - Le Repas de pierre de Nicole Sigal, mise en espace dans le cadre des Rencontres de Hérisson, CDN de Montluçon
  - Détours d’après « Suite vénitienne » de Sophie Calle, petite forme itinérante du Théâtre de l’Aquarium (appartements, cafés, classes d’école, …), tournée
- 2012 : 
  - Mon père qui fonctionnait par périodes culinaires et autres d’Elizabeth Mazev, spectacle itinérant du Théâtre de l’Aquarium
  - Le Tombeau de Molière de Jean-Claude Berutti, concert-spectacle de l’ensemble Akadêmia, direction Françoise Lasserre, sur les musiques du Malade imaginaire de Molière par Marc-Antoine Charpentier, création à Ensenada et Mexicali (Mexique)
  - Nager/Cueillir de Gilles Granouillet, mise en espace pour les Théâtrales/Charles Dullin au Théâtre des 2 rives (Charenton)
- 2013 : 
  - Ma mère qui chantait sur un phare de Gilles Granouillet, 1re création au Théâtre de l’Aquarium, tournée
  - Le mardi où Morty est mort de Rasmus Lindberg, 1re création en France au Fracas/CDN de Montluçon – reprise en 2014 au Théâtre de l’Aquarium
  - J'ai mal à l'Algérie d'après des textes d’Albert Camus, Germaine Tillion, Mouloud Feraoun, Denis Guénoun, cycle de lectures conçu par Sophie Lahayville pour la Cité de l’Histoire de l’Immigration, Paris
  - Orféo par-delà le Gange d’après Monteverdi, direction musicale Françoise Lasserre, création à New Delhi, reprise en 2016 à l'Arsenal de Metz et à la Cité de la musique à Paris
- 2014 : Par le temps qui court, textes de Pascale Henry, Falk Richter, Roland Gori, etc., lecture-spectacle pour bibliothèques, lieux associatifs…
- 2015 : 
  - La Place Royale de Pierre Corneille, création au Théâtre de l’Aquarium, puis tournée[13],[14]
  - Journal d'un homme de trop d’Ivan Tourgueniev, lecture – tournée dans l’Oise produite par la Comédie de Picardie
  - La tectonique des nuages, opéra-jazz de Laurent Cugny, 1re création à l’Opéra de Nantes/Angers
  - L’Aquarium, d'hier à demain, texte et mise en scène F. Rancillac dans le cadre des cinquante ans du Théâtre de l'Aquarium
  - Egorythmede Giovanni Sèdjro Houansou, mise en espace dans le cadre de l’Univers des mots (Conakry, Guinée)
- 2016 : Domitien de Jean Giono, mise en espace pour les Rencontres Jean Giono à Manosque
- 2018 : 
  - Les Hérétiques de Mariette Navarro, commande et 1re création, Théâtre de l'Aquarium[15] et tournée
  - Electronic City de Falk Richter, Théâtre de l’Aquarium
  - Can I play ? spectacle musical conçu par Laïka Thomas, textes Laïka Thomas et Mariette Navarro, musique Christopher Thomas, à Musiques au comptoir (Fontenay-sous-Bois).
- 2021 : 
  - Poucet, pour les grands de Gilles Granouillet au Théâtre Jules Julien avec les comédiens sortant de la Classe en Chantier (Conservatoire de Toulouse), tournée
  - Hermann de Gilles Granouillet, création au Théâtre des 2 rives (Charenton-le-Pont), tournée
  - Impeccable de Mariette Navarro (solo à jouer dans les classes de collège), Création au Bateau Feu, SN de Dunkerque, Théâtre Dunois (Paris), tournée
  - Une commune de Guillaume Cayet, Rencontres de l’ARIA (Corse).
- 2024 - 2025 :
  - Exploits mortels de Rasmus Lindberg[16],[17].